# TV Makes the Superstar
«TV Makes the Superstar» (в переводе с англ. — «Телевидение делает суперзвезду») — сингл немецкой группы Modern Talking с альбома Universe, выпущенный 3 марта 2003 года. Этот сингл стал самым успешным из всех вышедших во время второго периода существования дуэта, а также стал последним в истории группы.

## Описание
В песне поднимается тема известности и популярности. На момент выхода сингла телевидение играло основную роль в продвижении информации, а также в раскручивании знаменитостей, поэтому в сингле основной упор сделан именно на него. Сам Дитер Болен на момент выхода клипа к песне уже являлся членом жюри в популярнейшей немецкой телепередаче "Германия ищет суперзвезду", этим в основном и  объясняется выбранная тематика для сингла.

## Список треков
1. «TV Makes The Superstar» (Radio Edit) — 3:44
2. «TV Makes The Superstar» (Extended) — 5:05
3. «TV Makes The Superstar» (Instrumental) — 3:44
4. «Blackbird» — 3:17

## Участники записи
- Томас Андерс — вокал
- Christoph Leis-Bendorff и William King — хоровое пение
- Дитер Болен — автор песни, музыка
- Thorsten Brötzmann, Jeo и Michael Knauer — клавишные
- Peter Weihe — гитара
- Jeo Jeopark — микширование

## Чарты
| Чарты (2003)                    | Позиция в чарте |
| ------------------------------- | --------------- |
| Австрия (Ö3 Austria Top 40)     | 15              |
| Германия (GfK)                  | 2               |
| Венгрия (Single Top 40)         | 4               |
| Romania (Romanian Top 100)      | 44              |
| Швейцария (Schweizer Hitparade) | 55              |